# Outtathaway!
Outtathaway! é o terceiro single do álbum de estreia do The Vines, Highly Evolved. É o single do The Vines que alcançou a segunda maior colocação nas paradas (depois de "Get Free") e também foi escrito por Craig Nicholls. A canção foi usada no filme Todo Poderoso. A canção foi renomeada como "Outtathaway!" para o lançamento como single, embora o seu título correto seja "Outtathaway" sem o "!".

## Faixas do CD single 1
1. "Outtathaway" — 3:03
2. "Ms Jackson" — 3:30
3. "Country Yard (Live at Glastonbury)
4. "Outtathaway (Video)"

## Faixas do CD single 2
1. "Outtathaway"
2. "Don't Go" — 2:52
3. "Get Free (Live at Reading Festival) — 2:41
4. "Highly Evolved (Recorded live at Triple J)

## Performance ao vivo
O The Vines tocou "Outtathaway!" no Top of the Pops e esta é a mais famosa performance ao vivo da canção.